# Премия журнала Empire (2001)
6-я церемония вручения наград премии «Империя» за заслуги в области кинематографа за 2000 год состоялась 19 февраля 2001 года в отеле The Dorchester, Лондон, Великобритания.

## Список лауреатов и номинантов
| Лучший фильм | Лучший британский фильм |
| --- | --- |
| - Гладиатор - Красота по-американски - Крадущийся тигр, затаившийся дракон - Фанатик - Магнолия                                                                                                  | - Билли Эллиот - Прах Анджелы - Побег из курятника - Большой куш - Кутерьма |
| Лучший режиссёр | Лучший британский режиссёр |
| - Брайан Сингер — Люди Икс - Энг Ли — Крадущийся тигр, затаившийся дракон - Кристофер Нолан — Помни - Майкл Манн — Свой человек - Пол Томас Андерсон — Магнолия                                  | - Гай Ричи — Большой куш - Ник Парк и Питер Лорд — Побег из курятника - Ридли Скотт — Гладиатор - Сэм Мендес — Красота по-американски - Стивен Долдри — Билли Эллиот                |
| Лучшая мужская роль | Лучший британский актёр |
| - Рассел Кроу — Гладиатор - Джордж Клуни — О, где же ты, брат? - Джим Керри — Гринч — похититель Рождества - Джон Кьюсак — Фанатик - Кевин Спейси — Красота по-американски                       | - Винни Джонс — Большой куш - Кристиан Бейл — Американский психопат - Джуд Лоу — Талантливый мистер Рипли - Майкл Кейн — Правила виноделов - Роберт Карлайл — Прах Анджелы          |
| Лучшая женская роль | Лучшая британская актриса |
| - Конни Нильсен — Гладиатор - Анджелина Джоли — Прерванная жизнь - Хилари Суонк — Парни не плачут - Джулия Робертс — Эрин Брокович - Кейт Уинслет — Перо маркиза де Сада                         | - Джули Уолтерс — Билли Эллиот - Бренда Блетин — Спасите Грейс - Кэти Бёрк — Кевин и Перри уделывают всех - Саманта Мортон — Сладкий и гадкий - Тэнди Ньютон — Миссия невыполнима 2 |
| Лучший дебют | Honorary Awards |
| - Джейми Белл — Билли Эллиот - Ник Парк и Питер Лорд — Побег из курятника - Сэм Мендес — Красота по-американски - София Коппола — Девственницы-самоубийцы - Спайк Джонз — Быть Джоном Малковичем | - Empire Inspiration Award: Aardman Animations - Lifetime Achievement Award: Ричард Харрис                                                                                          |

### Несколько наград
| Число наград | Фильм        |
| ------------ | ------------ |
| 3            | Билли Эллиот |
| 3            | Гладиатор    |
| 2            | Большой куш  |

### Несколько номинаций
| Число номинаций | Фильм                               |
| --------------- | ----------------------------------- |
| 4               | Красота по-американски              |
| 4               | Билли Эллиот                        |
| 4               | Гладиатор                           |
| 3               | Побег из курятника                  |
| 3               | Большой куш                         |
| 2               | Прах Анджелы                        |
| 2               | Крадущийся тигр, затаившийся дракон |
| 2               | Фанатик                             |
| 2               | Магнолия                            |